# Вишняки (Лубенський район)
Вишняки́ — село в Україні, у Хорольській міській громаді Лубенського району Полтавської області. Населення становить 2108 осіб. До 2020 орган місцевого самоврядування — Вишняківська сільська рада, якій також були підпорядковані села Костюки, Демина Балка, Вербине, Павленки. 1845 р. Вишняки відвідав Т. Г. Шевченко під час своєї подорожі по Україні, про що згадував у повісті «Близнецы». 

## Географія
Село Вишняки знаходиться на березі річки Хорол, у місці впадання в неї річки Рудка, вище за течією на відстані 1 км розташоване село Мала Попівка, нижче за течією на відстані 2 км розташовані села Хвощівка і Костюки, вище за течією річки Рудка примикає місто Хорол. Місцевість навколо села сильно заболочена, річки в цьому місці звивисті, утворюють лимани, стариці та заболочені озера. Поруч проходить автомобільна дорога М03 (Т 1715).

## Історія

Троїцька церква

Засноване у XVI ст. Серед перших поселенців був і козак Савка Вишняк. Звідси можливо і пішла назва села.
У 1618 р. Вишняки входили до Вишневеччини. За ревізією 1726–1729 рр. Вишняки належали до Хорольської сотні Миргородського полку. У 1787 році 790 мешканців.
У 1860-тих р. Вишняки — село Новоаврамівської волості: 1963 жителі, мурована Троїцька церква, ґуральня.
У 1900  р. — 315 дворів, 1939 жителів (разом з хуторами), земська і церковнопарафіяльна школи. 1910 р. — 323 двори, 1003 жителів.
З 1917 — у складі УНР, з 1918 — у складі Української Держави Гетьмана Павла Скоропадського. У 1926 р. господарств 523, жителів 2644 чоловік. Входили населені пункти: Вишняки, Вовки, Гуральня, Зарудка, Зипуни, Филонів. У с. Демина Балка Вишняківської сільради у 1917 — 1922 рр. вчителювала Лідія (Ольга) Михайлівна Шинкаренко — сестра М. М. Коцюбинського (див. Коцюбинської О. М., могила). 
1930 р. в селі почали масовий терор проти незалежних господарників та загнали більшість у колгосп. З 13.09.1941 по 19.09.1943 комуністів - організаторів Голодомору - у селі не було. До Німеччини поїхали працювати 113 чоловік. Комуністи отримали достойний відпір під час спроби захопити село - відбувся бій, у якому знищені три екіпажі сталінських танків. У 1943 р. головою нової окупаційної адміністрації комуністів був Солод Микита Іванович.
Після Другої світової війни у 1961 р. встановлено Шевченку Т. Г. меморіальну дошку на фасаді на фасаді будинку, у якому бував поет 1845 р. 

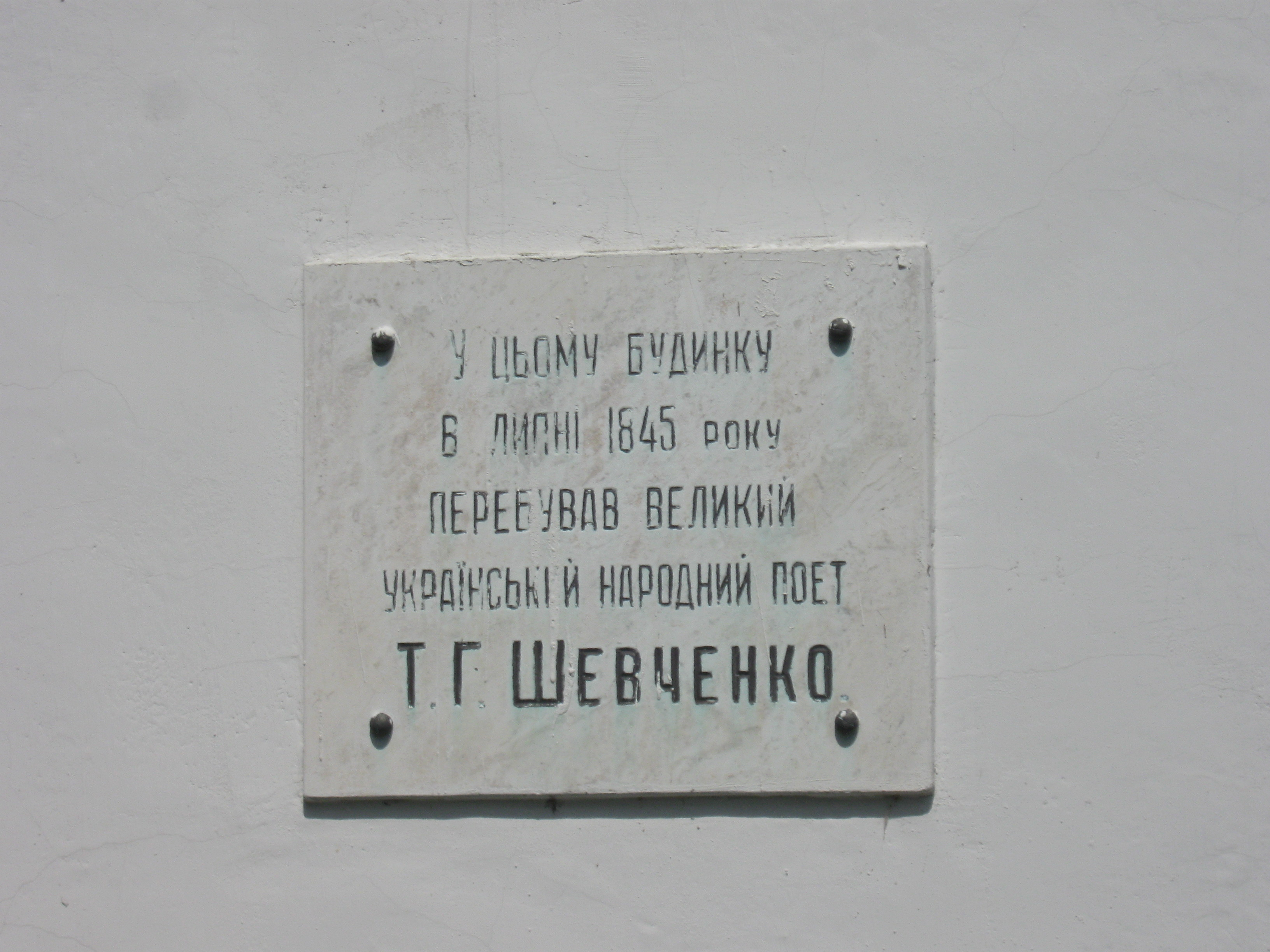
Меморіальна дошка на честь Т. Г. Шевченка на садибі

Із села вийшов дослідник Антарктиди І. Ф. Хмара (1936 — 1956 р.), який там і загинув. Один з мисів континенту носить його ім'я, а також там встановлено обеліск «Ивану Хмаре». 1969 йому встановлений памятник у селі. 
З 1991 — у складі відновленої держави Україна

## Сучасний стан
Нині в селі КСП  (м'ясо-молочно-зернового напрямку, технічні культури) у Вишняках спиртзавод, Будинок побуту, середня школа, лікарня, дитсадок. Будинок культури (400 місць), бібліотека (18 525 од. збер.), Будинок для пристарілих, відділення зв'язку, сільський краєзнавчий музей.
У селі братська могила танкістів, які загинули в 1943 р. На ній встановлено в 1975 р. пам'ятник. Обеліск (1975). 
Дві пам'ятки архітектури: Троїцька церква та Вишняківський маєток. 
У селі є мототрек, на якому проходять матчі чемпіонату України з мотоболу. У 1995 р., 2007 р. та 2009 р. у Вишняках проходили матчі чемпіонату Європи з мотоболу. Вишняківська команда «Нива» була чемпіоном України та призером.
Станом на 01.01.1952 р. Вишняківська сільська рада в межах адміністративно-територіального підпорядкування мала: територію 3001,56 га, дворів 743, населення 2781 чол., колгосп «Червоне село» с. Вишняки, Вишняківську семирічну школу, Вишняківський сільський клуб, дві крамниці, Вишняківський фельдшерський медпункт, Вишняківський спиртзавод, Вишняківський будинок інвалідів, Вишняківський відгодівельний пункт.
12 червня 2020 року, відповідно до розпорядження Кабінету Міністрів України № 721-р «Про визначення адміністративних центрів та затвердження територій територіальних громад Полтавської області», село увійшло до складу Хорольської міської громади..
19 липня 2020 року, в результаті адміністративно - територіальної реформи та ліквідації Хорольського району, село увійшло до складу новоутвореного Лубенського району.

## Економіка
- Вишняківський спиртзавод, ДП.

## Політика

### Парламентські вибори, 2019
На позачергових парламентських виборах 2019 року у селі функціонувала окрема виборча дільниця № 530874, розташована у приміщенні будинку культури.
Результати
- зареєстровано 1567 виборців, явка 57,24%, найбільше голосів віддано за «Слугу народу» — 56,04%, за Всеукраїнське об'єднання «Батьківщина» — 12,87%, за Радикальну партію Олега Ляшка — 7,74%.[3] В одномандатному окрузі найбільше голосів отримала Анастасія Ляшенко (Слуга народу) — 34,95%, за Фахраддіна Мухтарова (самовисування) — 16,15%, за Костянтина Іщейкіна (самовисування) — 14,19%[4].

## Населення
Згідно з переписом УРСР 1989 року чисельність наявного населення села становила 2421 особа, з яких 982 чоловіки та 1439 жінок.
За переписом населення України 2001 року в селі мешкали 2094 особи.

### Мова
Розподіл населення за рідною мовою за даними перепису 2001 року:
| Мова       | Відсоток |
| ---------- | -------- |
| українська | 95,87 %  |
| російська  | 3,94 %   |
| білоруська | 0,14 %   |
| вірменська | 0,05 %   |

## Об'єкти соціальної сфери
- Дитячий садочок.
- Загальноосвітня школа І-ІІІ ст.
- Амбулаторія загальної практики-сімейної медицини.
- Сільський будинок культури.
- Мототрек.
- Будинок для людей похилого віку.
- Сільський краєзнавчий музей.
- Бібліотека.

## Пам'ятки
- Троїцька церква (1794—1799 рр).
- Садибний будинок 1805 р
- Пам'ятник. Самохідна артилерійська установка СУ-100.

## Постаті
В селі похований Андрій Деребченко — солдат Збройних Сил України, учасник російсько-української війни, загинув під Іловайськом.
Народився Андрій Буцик — український історик, педагог. Кандидат історичних наук (1947), професор (1964), декан історичного факультету Київського державного університету ім. Т. Г. Шевченка (1952—1954).
Народилась Троценко Стефанія Яківна — діячка комуністичних органів влади, кандидат медичних наук.
Народився Іван Хмара — герой шостого континенту, загинув під час розвантаження дизельелектрохода «Об» в Антарктиді.
Перша жінка в Україні — голова сільської ради — Оришка Данилівна Мартиненко (28 квітня 1904 році, село Вишняки, Хорольський район, Полтавська область — 19 червня 1995, село Вишняки, Хорольський район, Полтавська область), народилася, жила і працювала в с. Вишняки.